# Салманов, Мамед Ахад оглы
Мамед Ахад оглы Салманов (азерб. Məmməd Əhəd oğlu Salmanov; род. 12 января 1932, Айанист) — азербайджанский биолог, доктор биологических наук, профессор, действительный член НАНА (2007).

## Биография
Родился 12 января 1932 года в селе Каракишлаг Зангибасарского района Армянской ССР. Окончил Азербайджанский сельскохозяйственный институт по специальности «ветеринарный врач».
Директор института микробиологии НАНА. Профессор кафедры микробиологии Азербайджанского медицинского университета.
В 2000 − 2002 годах заведовал кафедрой микробиологии АМУ. В 2001 году избран член-корреспондентом, в 2007 году действительным членом НАНА.

## Научная деятельность
Научным достижением является установление роли микрофлоры в процессах становления стабильности крупного (Куйбышевское на Волге) и глубоководного (Мингечаурское на Куре) водохранилищ, расположенных в различных географо-климатических зонах. Изучил влияние стационарного антропогенного просинга на закономерность продукционно-деструкционных процессов в водоемах бассейнов рек Куры и Аракса, а также причины возникновения микробной сукцессии. Определил баланс органического вещества Каспийского моря. Изучил степень антропогенной эвтрофикации Каспийского моря и её экологические последствия. Выяснил динамику образования гипоксии в Каспии и причины интенсификации процессов анаэробиоза в его глубоководных участках.
Автор 135 научных работ, 76 из которых опубликованы за рубежом. Под руководством М. Салманова защитились 7 кандидатов наук.

### Избранные научные труды
- Салманов М.А. Экология и биологическая продуктивность Каспийского моря. — Баку.: ПИЦ `Исмаил`, 1999. — 400 с. — 1000 экз. (недоступная ссылка)
- Салманов М.А. Роль микрофлоры и фитопланктона в продукционных процессах Каспийского моря. — Москва: АН СССР Наука, 1987. — 398 с.
- Салманов М. А. Микробиологический режим воды и грунтов Каспийского моря // Гидробиологические и ихтиологические исследования в Азербайджане. — 1983. — С. 66—67. — ISSN 1561-7858.
- Салманов М. А., Фейзуллаева Ш. А. Экологическая депрессия бактериопланктона Каспийского моря. — Баку, 1991. — С. 69—70. — ISSN 1561-7858.
- Салманов М. А. Микробиологическая характеристика глубоководной части Южного Каспия // Микробиология. — 2006. — № 2. — С. 250—256. — ISSN 0026-3656.
- Салманов М. А. Антропогенное эвтрофирование Каспийского моря // АН Азербайджана. Гос. комиссия по охране природы Азербайджана. — 1991. — С. 68—69.
- Салманов М. А. Микробиология глубоководных частей Среднего и Южного Каспия. — Астрахань, 2001.

## Награды
- Почётная грамота НАНА (2002)
- Орден «Шохрет» (14 декабря 2005) — за заслуги в развитии азербайджанской науки[1][2]
- Почётный диплом Президента Азербайджанской Республики (11 января 2022) — за многолетнюю плодотворную деятельность в развитии науки в Азербайджанской Республике[3][4]